# Famille Auersperg
La famille Auersperg (en slovène : Turjaški) est une famille de la noblesse autrichienne, originaire de la Basse-Carniole (aujourd'hui une partie de la Slovénie). Aux XVIe et XVIIe siècles  en particulier, ils ont joué un rôle important en tant que commandants suprêmes sur la frontière militaire croate pendant les guerres ottomanes en Europe et en tant que promoteurs du protestantisme, de la littérature et des arts. 
Une branche aînée comtale résidait au château d'Auersperg (grad Turjak) à Velike Lašče jusqu'en 1945 et une branche cadette, élevée au rang de prince du Saint-Empire (« Fürst ») par l'empereur Ferdinand III de Habsbourg en 1653, a acquis des possessions principalement en Autriche et dans le Tyrol du Sud.

## Histoire
Une première famille d'Auersperg est apparue avec Engelbertus de Ursperch dans un acte de 1162, promulgué à Sankt Veit en Carinthie. Ses ancêtres, selon la tradition originaire d'Ursberg en Souabe, étaient possiblement venus à la Carniole au cours de la colonisation germanique après la défaite des Magyars à la bataille du Lechfeld en 955. Leurs domaines en Basse-Carniole s'étendait de la vallée de Grosuplje via Velike Lašče jusqu'à Ribnica. Après que cette famille s'est éteinte, le château d'Auersperg (Turjak), situé sur la route de Ljubljana à Kočevje, passa à une famille ministérielle du même nom et blason. Engelbertus de Owersperch est mentionné en 1220 et deux frères, Volkard et Herbard, avaient deux châteaux à Auersperg en 1318. 

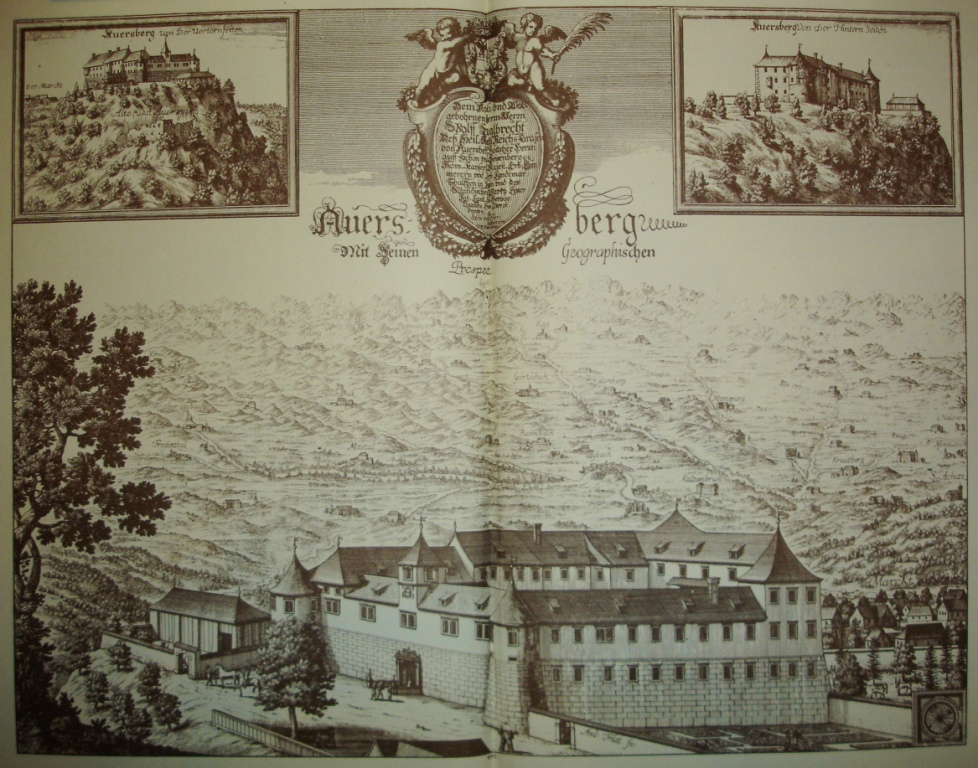
Château d'Auersperg, gravure, Janez Vajkard Valvasor (1689).

Engelhard Ier (1404–1466) eut deux fils nommés Pankraz II (1441–1496) et Volkard VIII (1443–1508), qui établirent les deux lignées principales. L'ancienne branche pankrazienne est restée dans les rangs des comtes et était basée à la Carniole au château d'Auersperg jusqu'en 1945 ; la branche plus jeune s'est divisée plusieurs fois ; à lui appartenait Johann Weikhard von Auersperg qui fut élevé au rang de prince du Saint-Empire par l'empereur Ferdinand III en 1653. En 1654, l'empereur, en sa qualité de roi de Bohême, l'inféoda également au duché silésien de Münsterberg et à la ville de Frankenstein. En 1651, le comté de Tengen dans le Hegau fut donné en gage à la famille Auersperg, qui le reçut en fief en 1653. L'année suivante, il devint un comté princier et à cause de cela, les princes d'Auersperg avaient un vote viril au Conseil des princes dans la Diète d'Empire (Reichstag) ainsi qu'un siège et des droits de vote dans le cercle d'Autriche. Ils appartenaient donc aux États impériaux. Le comté d'environ 70 km² a été subordonné à la souveraineté de Bade en 1806 dans le cadre de la formation de la confédération du Rhin et a été vendu au grand-duché de Bade en 1811. Les Auersperg appartenaient donc aux Standesherren après 1815.

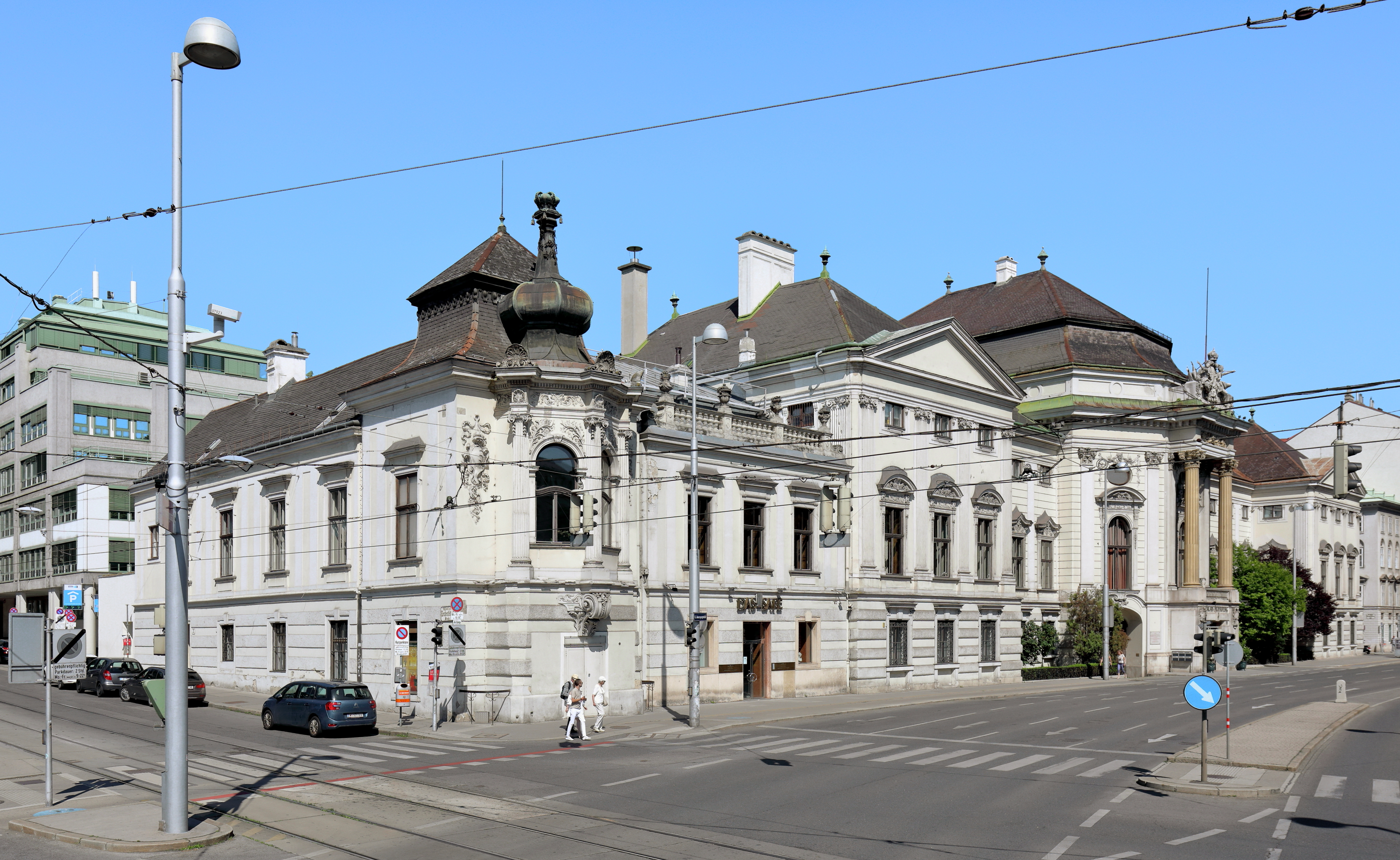
Le Palais Auersperg à Vienne

Henri Joseph, 4e prince d'Auersperg et duc de Münsterberg, a servi sous Charles VI, jusqu'en 1738 en tant que premier maréchal de la cour, puis jusqu'en 1765 en tant que premier écuyer à la cour de l'impératrice Marie-Thérèse et devint un ami proche de l'empereur François Ier. En 1719, il épousa en premier mariage Marie Dominika de Liechtenstein et en 1726 Maria Franziska Antonia de Trautson. Son fils, le prince Charles Joseph Antoine d'Auersperg (1720–1800) épousa en 1744 une fille du prince Jean Guillaume de Trautson ; son fils cadet, Karl Auersperg (1750–1822), est alors devenu l'héritier de son grand-père maternel. Après sa mort, son frère aîné Wilhelm von Auersperg (1749–1822), le 6e prince, hérita de ses vastes propriétés trautsoniennes. Les châteaux de Goldegg, de Trautson et de Sprechenstein sont toujours dans la famille, ainsi que les châteaux de Wald à Pyhra et de Weitwörth à Nussdorf (Salzbourg). Le palais Auersperg à Vienne a été construit à partir de 1706 par les architectes Johann Bernhard Fischer von Erlach et Lukas von Hildebrandt.
Après la première guerre de Silésie et le transfert constitutionnel de la majeure partie de la Silésie à la Prusse en 1742, les Auersperg conservèrent le duché de Münsterberg, qui fut converti en seigneurie. En 1791, le prince Charles Joseph Anton vendit la propriété au roi prussien Frédéric-Guillaume II.
Karl d'Auersperg (1859–1927), le 10e prince, épousa la comtesse Eleonore von Breunner-Enckevoirth ; son fils aîné, Adolf Karl (1886–1923), a poursuivi la lignée princière, le fils cadet, Karl (1895–1980), a pris le nom de prince d'Auersperg-Breunner et a fondé cette branche qui subsiste aujourd'hui.

## Liste des chefs
Les chefs successifs de la branche ayant obtenu le titre de prince (fürst) sont :
1. 1653 - 1677 : Johann Weikhard von Auersperg (1615-1677), 1er prince d'Auersperg et duc de Münsterberg ;
2. 1677 - 1705 : Johann Ferdinand von Auersperg (1655-1705), 2e prince d'Auersperg et duc de Münsterberg, fils du précédent ;
3. 1705 - 1713 : Franz Karl von Auersperg (1660-1713), 3e prince d'Auersperg et duc de Münsterberg, frère du précédent ;
4. 1713 - 1783 : Heinrich Joseph Johann von Auersperg (1697-1783), 4e prince d'Auersperg et duc de Münsterberg, fils du précédent ;
5. 1783 - 1800 : Karl Josef von Auersperg (1720-1800), 5e prince d'Auersperg et duc de Münsterberg puis de Gottschee, fils du précédent ;
6. 1800 - 1822 : Wilhelm I von Auersperg (1749–1822), 6e prince d'Auersperg et duc de Gottschee, fils du précédent ;
7. 1822 - 1827 : Wilhelm II von Auersperg (1782-1827), 7e prince d'Auersperg et duc de Gottschee, fils du précédent ;
8. 1827 - 1890 : Karl Wilhelm Philipp von Auersperg (1814-1890), 8e prince d'Auersperg et duc de Gottschee, fils du précédent ;
9. 1890 - 1927 : Karl von Auersperg (1859-1927), 9e prince d'Auersperg et duc de Gottschee, neveu du précédent ;
10. 1927 - 2006 : Karl Adolf von Auersperg (1915–2006), 10e prince d'Auersperg et duc de Gottschee, petit-fils du précédent ;
11. depuis 2006 : Adolf Karl von Auersperg (1937), 11e prince d'Auersperg et duc de Gottschee, fils du précédent

## Généalogie sommaire
- Johann Weikhard von Auersperg (1615-1677), épouse la comtesse Marie Katharine de Losenstein (1635–1691)
  - Johann Ferdinand von Auersperg (1655-1705), épouse la comtesse Maria Anna d'Herberstein (1660–1726)
  - Franz Karl von Auersperg (1660-1713), épouse la comtesse Maria Theresa de Rappach (1660–1741)
    - Heinrich Joseph Johann von Auersperg (1697-1783), épouse la princesse Marie Dominika de Liechtenstein (1698–1724) puis la comtesse Maria Franziska Antonia de Trautson (1708-1761)
      - Karl Josef von Auersperg (1720-1800)
        - Wilhelm I von Auersperg (1749-1822), épouse la comtesse Leopoldine von Waldstein (1761-1846)
          - Wilhelm II von Auersperg (1782-1827), épouse la baronne Friederike von Lenthe (1791-1860)
            - Karl Wilhelm Philipp von Auersperg (1814-1890)
            - Adolphe von Auersperg (1821-1885), épouse la comtesse Johanna Festetics von Tolna (1830-1884)
              - Karl von Auersperg (1859-1927), épouse la comtesse Eleonore von Breunner-Enckevoirth
                - Adolf von Auersperg (1886-1923), épouse la comtesse Gabrielle von Clam und Gallas (1890-1979)
                  - Karl Adolf von Auersperg (1915-2006), épouse la comtesse Margit Batthyány de Németh-Újvár (1914-1959) puis la comtesse Feodora de Solms-Baruth (1920-2006)
                    - Adolf Karl von Auersperg (1937)

                  - Franz von Auersperg (1923-2004), épouse la comtesse Theodora de Lippe-Weissenfeld (1924-2017)
                    - Andreas von Auersperg
                      - Lukas von Auersperg (1981), épouse la princesse Alice de Bavière (1981)

                - Karl von Auersperg-Breunner (1895–1980), épouse la comtesse Marie Henriette von Meran (1904-2000), fondateur de la branche d'Auersperg-Breunner
                  - Eleonore von Auersperg-Breunner (1928-2021), épouse le duc Georg de Hohenberg (1929-2019)
                  - Karl von Auersperg-Breunner (1930-2024), épouse la comtesse Frederike von Starhemberg (1936)
                  - Marianne von Auersperg-Breunner (1943), épouse le prince Ludwig de Bade (1937)

              - Aglaë von Auersperg (1868-1919), épouse le comte Ferdinand Kinsky von Wchinitz und Tettau (1866-1916)

          - Vincenz von Auersperg (1790-1812), épouse la princesse Gabriela de Lobkowicz (1793-1863)
            - Vincenz von Auersperg (1812-1867), épouse la comtesse Wilhelmine von Colloredo-Mannsfeld (1826-1898)
              - Gabriella von Auersperg (1855-1933), épouse le prince Alfred III de Windisch-Graetz (1851-1927)
              - Franz Joseph (1856-1938), épouse la comtesse Wilhelmine Kinsky von Wchinitz und Tettau (1857-1909)
              - Engelbert von Auersperg (1859-1942), épouse la princesse Gabriele de Hohenlohe-Langenburg (1862-1948)
              - Eduard von Auersperg (1863-1956), épouse la comtesse Marie de Schönburg-Hartenstein (1861-1945)
                - Franz von Auersperg (1887-1953), épouse la princesse Hedwig de Lobkowicz (1894-1966)
                  - Eduard Karl von Auersperg-Trautson (1917-2002), épouse Isabelle d’Aspremont Lynden (1923-2001)
                    - Franz Josef von Auersperg-Trautson (1954), épouse l’archiduchesse Maria Constanza d’Autriche (1957)

                - Alois von Auersperg (1897-1984), épouse la comtesse Henrietta Larisch von Möennich ((1903-1994)
                  - Henriette von Auersperg (1933-2019), épouse Arndt von Bohlen und Halbach (1938-1986)

              - Marie Christiane von Auersperg (1866-1962), épouse le prince Hugo de Windisch-Graetz (1854-1920)

## Demeures
Au fil des siècles, la famille a possédé un grand nombre de domaines en Carniole, en Autriche, en Bohême et en Moravie. Les châteaux suivants appartiennent encore actuellement à la famille Auersperg :

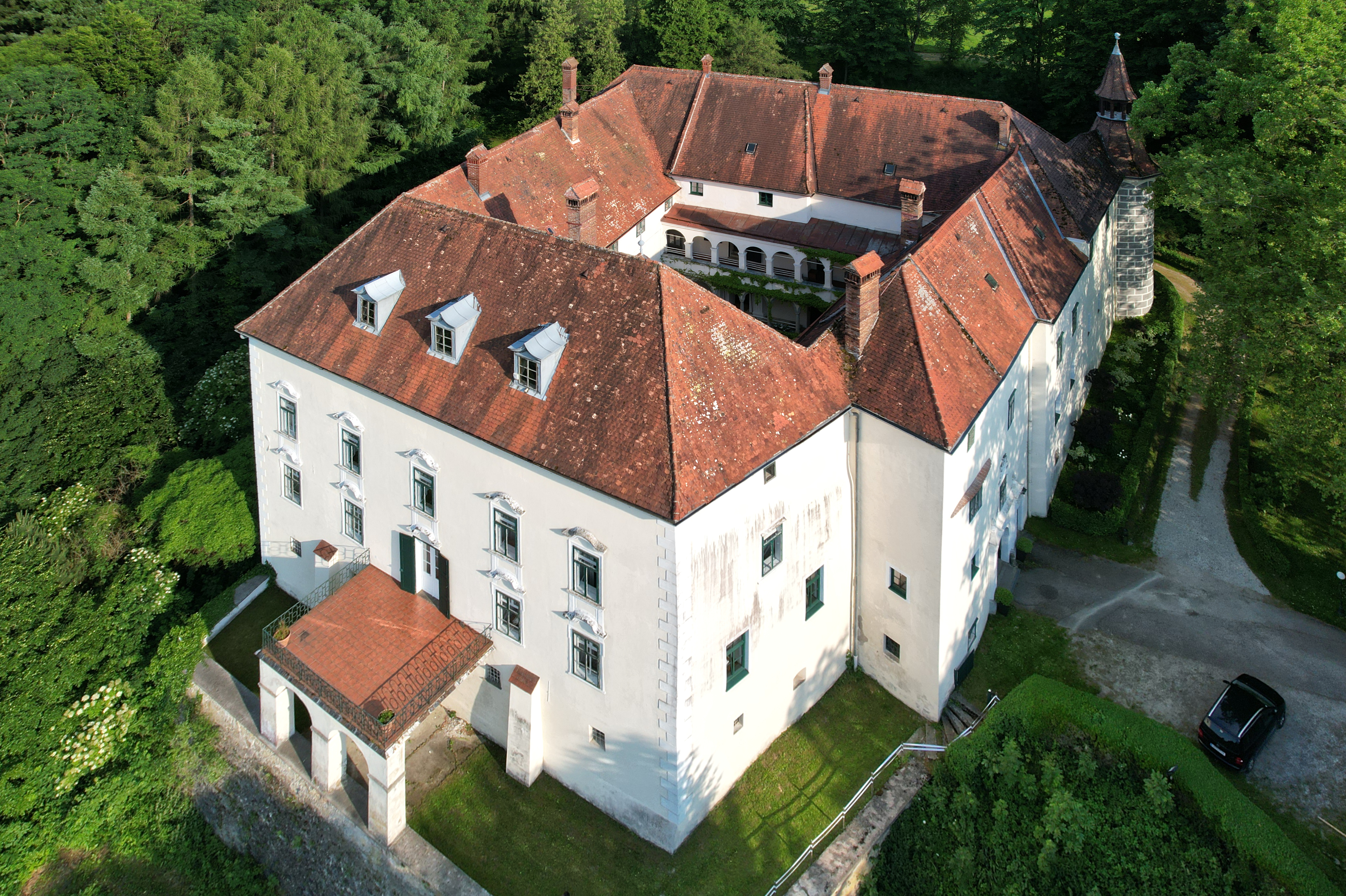
Ernegg, Basse-Autriche
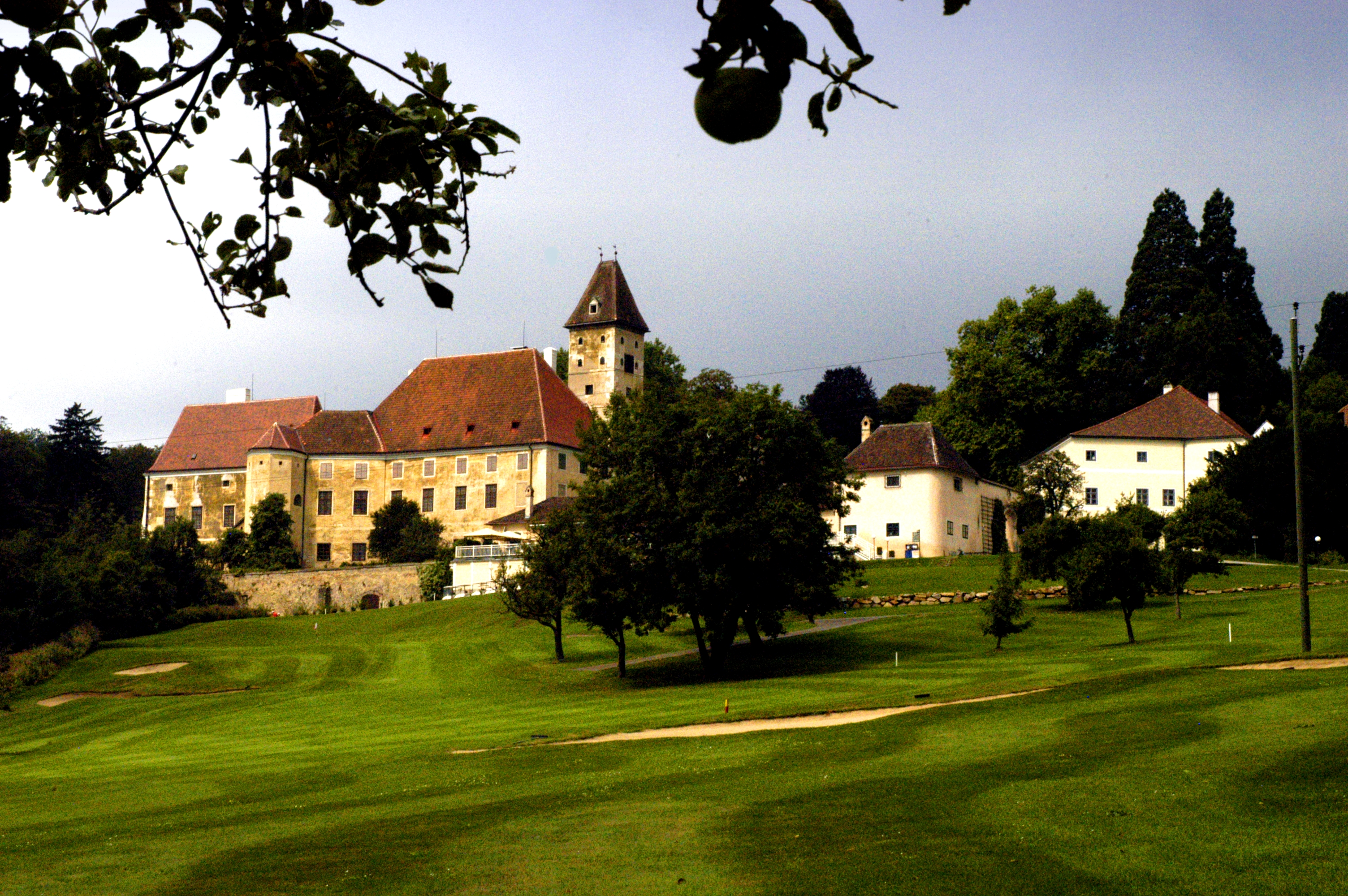
Goldegg, Basse-Autriche
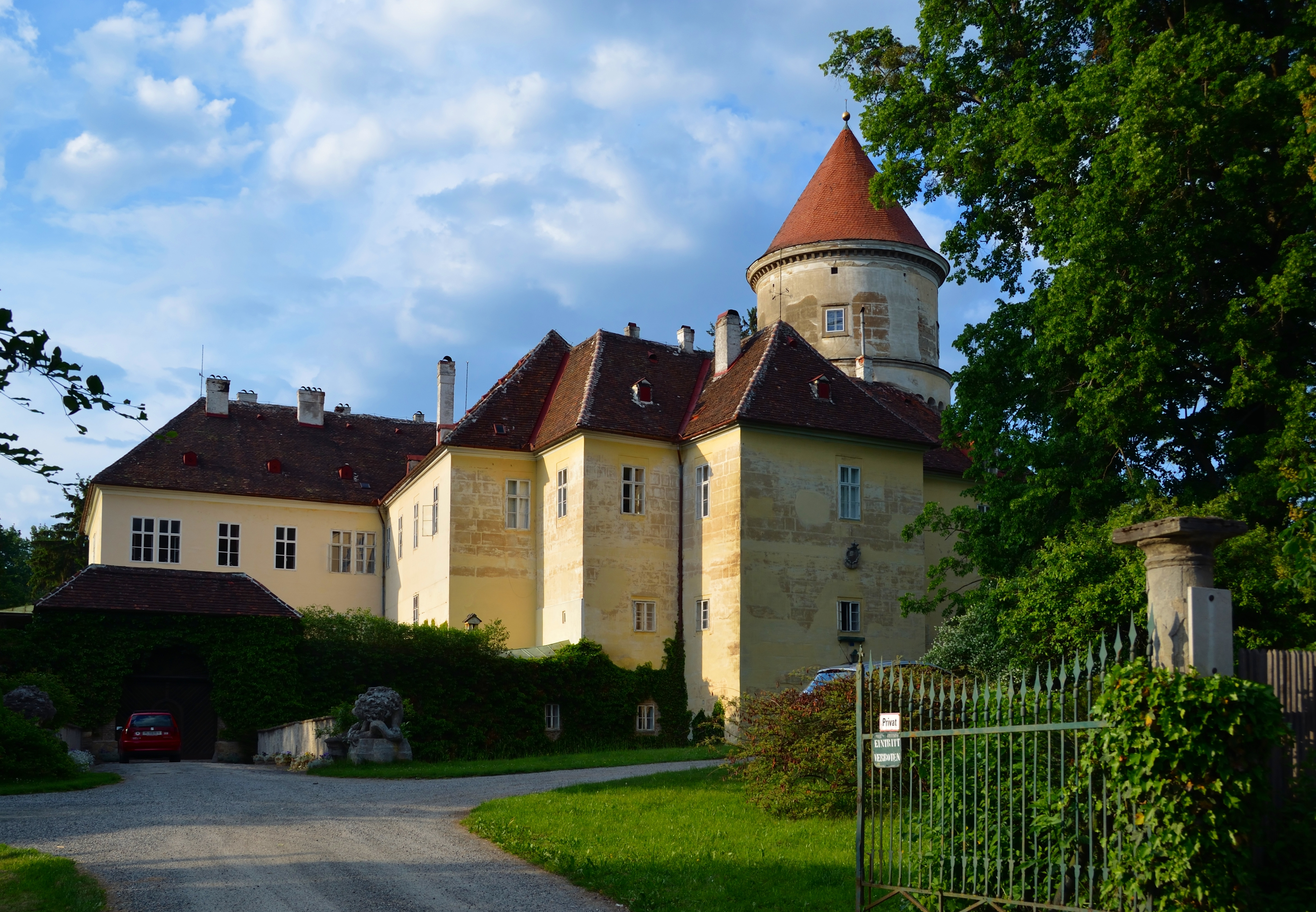
Wald, Basse-Autriche
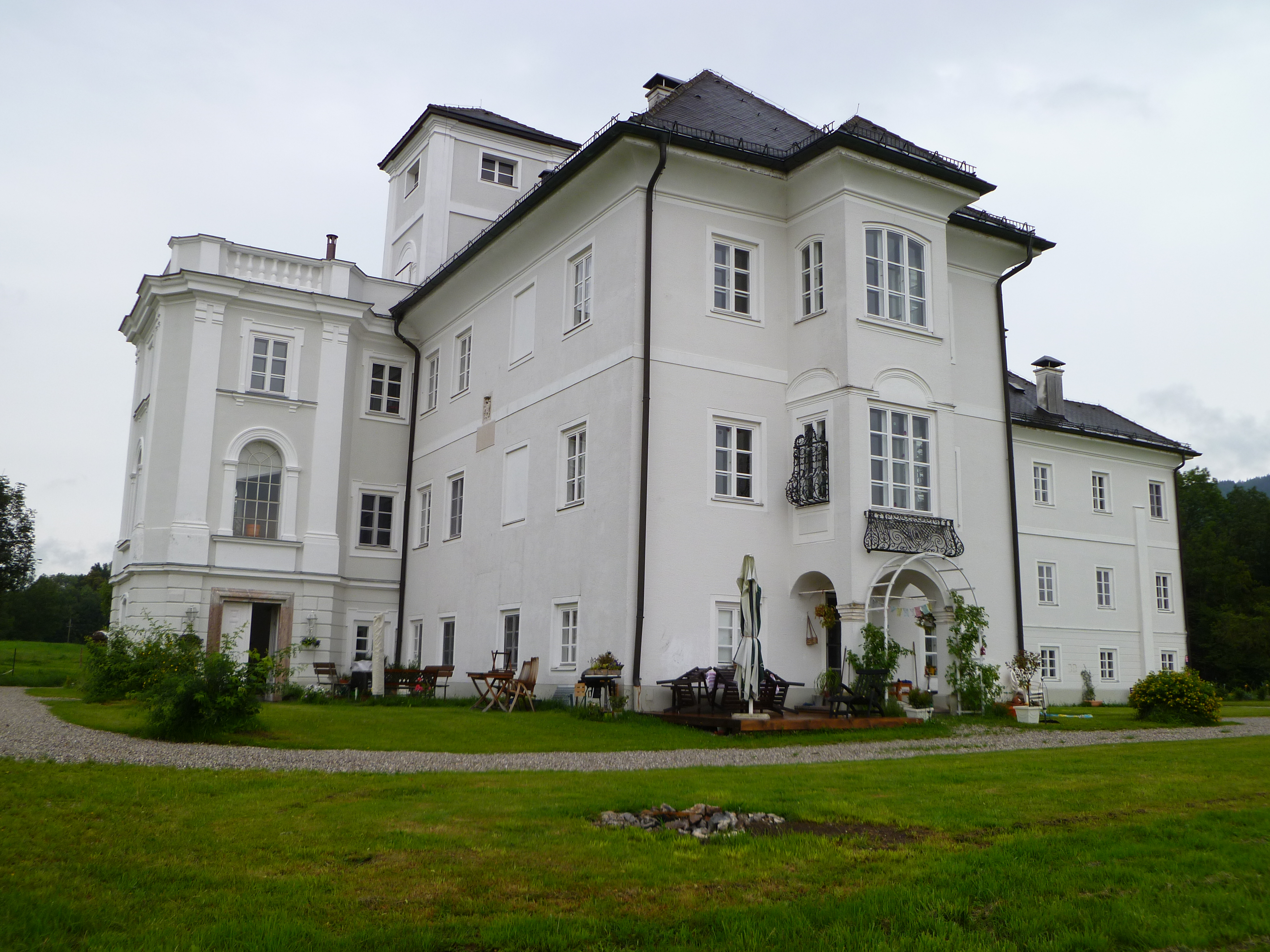
Weitwörth, Salzbourg, Autriche
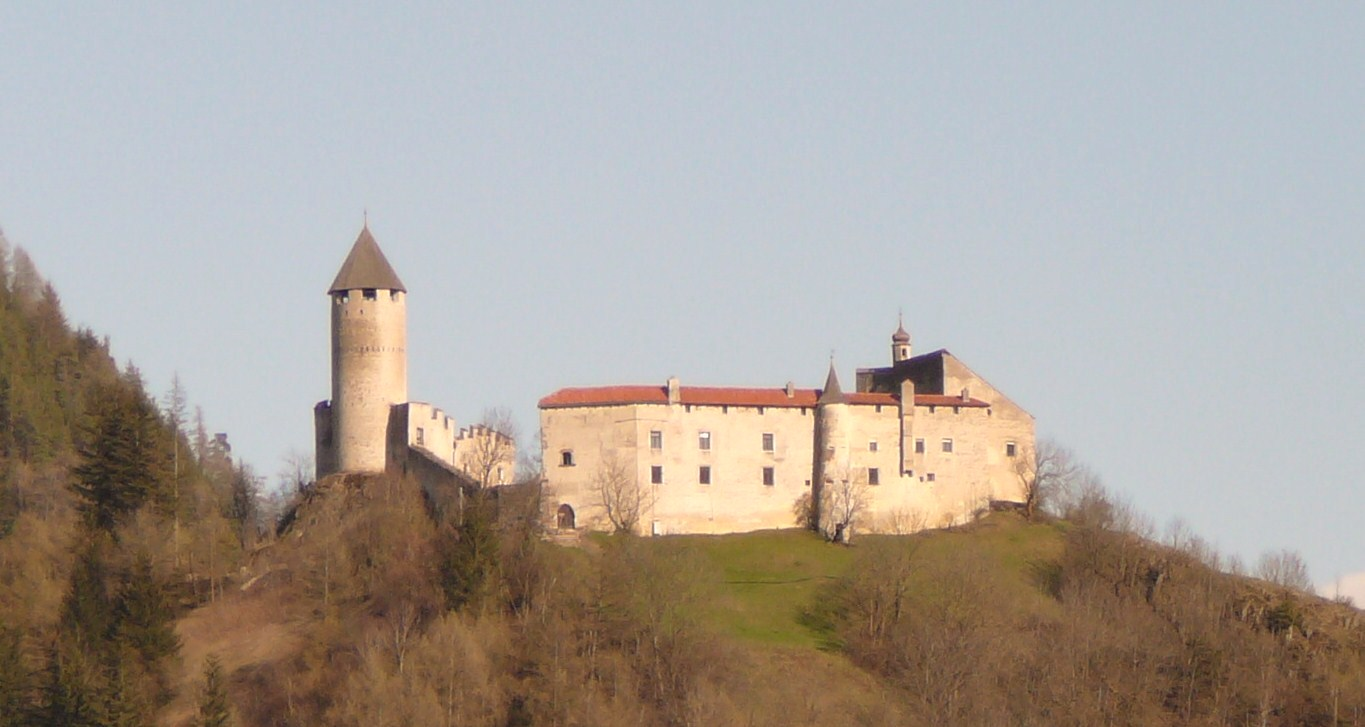
Sprechenstein, Tyrol du Sud, Italie

## Membres notables
- Anton Alexander comte d'Auersperg dit Anastasius Grün, poète.
- Adolphe von Auersperg, ministre-président d'Autriche.
- Karl Wilhelm Philipp von Auersperg, ministre-président d'Autriche-Hongrie.
- Karl Joseph Franz von Auersperg, feldmarschall-Leutnant autrichien pendant la campagne d'Allemagne (1805).